# Ri Pom
Ri Pom (* 28. Mai 1995) ist eine nordkoreanische Eishockeytorhüterin.
Sie vertrat die nordkoreanische Frauennationalmannschaft bei den Weltmeisterschaften der Jahre zwischen 2016 und 2019 der Division IIA sowie im Jahr 2024 in der Division IIB.
Bei den Olympischen Winterspielen 2018 in Pyeongchang bildeten Nord- und Südkorea eine gemeinsame Eishockeymannschaft der Frauen. Ri Pom gehörte als eine von zwölf Nordkoreanerinnen zum 35-köpfigen Kader, da jedoch nur 22 Spielerinnen zum Einsatz kommen durften, blieb sie ohne Einsatz.

## Erfolge und Auszeichnungen
- 2024 Aufstieg in die Division IIA bei der Weltmeisterschaft der Division IIB
- 2024 Geringster Gegentorschnitt bei der Weltmeisterschaft der Division IIB